# Zakon o odpravi spletnega piratstva
Zakon o odpravi spletnega piratstva (angleško Stop Online Piracy Act, SOPA ) je bil kontroverzen ameriški osnutek zakona, ki ga je predlagal ameriški kongres, da bi razširil zmožnost ameriških organov pregona za boj proti spletnim kršitvam avtorskih pravic in spletni trgovini s ponarejenim blagom. Določbe, ki jih je 26. oktobra 2011 uvedel predstavnik Lamar Smith (R-TX), so vključevale zahtevo po izdaji sodnih odredb, da se oglaševalskim mrežam in plačilnim napravam prepove poslovanje s spletnimi mesti, ki kršijo avtorske pravice, in preprečevanje povezovanje spletnih iskalnikov na takšne spletne strani, ter sodne odredbe za ponudnikov internetnih storitev, ki zahtevajo, da blokirajo dostop do teh spletnih mest. Predlagani zakon bi razširil obstoječe kazenske zakone, ki bi vključeval nepooblaščeno pretakanje avtorsko zaščitenih vsebin, za kar bi se uvedlo najvišjo kazen petih let zapora.
V kampanjo proti sprejetju tovrstnih zakonov, ki posegajo v svobodo in neodvisnost spleta ter vodijo v njegovo cenzuro, so se vključili različni tehnološki velikani, na primer Google, Facebook, Twitter in WordPress.
Nekateri nasprotniki predloga zakona so podpirali Online Protection and Enforcement of Digital Trade Act (OPEN) kot alternativo. 20. januarja 2012 je predsednik pravosodnega odbora predstavniškega doma preložil načrte za pripravo osnutka zakona: »Odbor ostaja zavezan iskanju rešitve za problem spletnega piratstva, ki ščiti ameriško intelektualno lastnino in inovacije ... Odbor predstavniškega doma za pravosodje bo preložil obravnavo zakonodaje, dokler ne bo dosežen širši dogovor o rešitvi.«  Osnutek zakona je na tej točki dejansko propadel.